# Куликов, Георгий Степанович
Гео́ргий Степа́нович Кулико́в (род. 11 июня 1947 года, Корсаков, Сахалинская область, РСФСР, СССР) — советский пловец, двукратный призёр Олимпийских игр 1968 года.

## Спортивная карьера
Георгий Куликов начал заниматься плаванием в 1962 году. В 1966 году он дебютировал на чемпионате Европы, где выиграл серебро в эстафете 4×100 м вольным стилем и занял четвёртое место в одиночном заплыве на 100 м вольным стилем.
На Летних Олимпийских играх 1968 в Мехико Куликову вновь удалось добиться успеха в эстафетах. Он выиграв серебро в заплыве 4×100 м вольным стилем и бронзу в заплыве 4×200 м. В одиночном зачёте он занял шестое место на дистанции 100 м вольным стилем.
В 1970 году на Чемпионате Европы Куликов выиграл свои первые международные индивидуальные медали: бронзу в заплыве на 100 м и 200 м вольным стилем, а также золото в эстафете 4×100 и серебро в 4х200 вольным стилем.
На Летних Олимпийских играх в 1972 году Куликов завоевал серебро в эстафете 4х100 м вольным стилем.
В 1974 на чемпионате Европы выиграл ещё две серебряные медали: в эстафетах 4x100 м и 4x200 м.
На чемпионате СССР Куликов выиграл только один чемпионский титул в 1970 году в заплыве на 200 метров вольным стилем. В то же время он был 10-кратным чемпионом Латвийской ССР по плаванию.

## Личные рекорды
| Дистанция            | Время   | Дата |
| -------------------- | ------- | ---- |
| 100 м вольным стилем | 52.77   | 1974 |
| 200 м вольным стилем | 1:55.38 | 1974 |